# Lanza de fuego

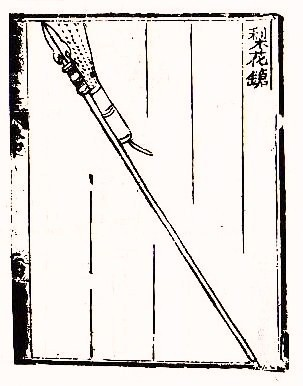
Una lanza de fuego tal como la describe el Huolongjing.

La lanza de fuego (en chino tradicional, 火槍; en chino simplificado, 火枪; pinyin, huǒ qiāng) fue una primigenia arma de pólvora que apareció en China en el siglo X, durante las guerras Jin-Song. Empezó como un pequeño artefacto pirotécnico acoplado a una lanza, empleado para ganar una ventaja crucial al inicio de una melé. Mientras que la fórmula y la producción de la pólvora mejoraban, se incrementó el poder de la carga explosiva y se le añadió residuos o perdigones, produciendo los efectos combinados de un lanzallamas y una escopeta modernos, pero con un alcance muy corto (3 m o menos) y un solo disparo (algunas fueron diseñadas para dos disparos). En las posteriores lanzas de fuego más grandes y pesadas, se descartó la punta de lanza, ya que eran demasiado voluminosas para ser empleadas en un combate cuerpo a cuerpo. Estas son consideradas como una protoarma, el predecesor del cañón de mano y el antepasado de todas las armas de fuego. Algunas lanzas de fuego eran demasiado grandes para que un solo hombre las utilice. Estas eran situadas sobre el suelo encima de un armazón, pudiendo ser consideradas como protocañones. 

## Diseño
Las primeras lanzas de fuego consistían en un tubo, generalmente de bambú, que contenía pólvora y una mecha lenta, atado a una lanza u otra arma de asta. Una vez encendido, el tubo de la pólvora expulsaba un chorro de llamas en dirección a la punta de lanza. Se añadieron posteriormente proyectiles a la pólvora, como esferas de hierro o trozos de cerámica. Al disparar, la carga de pólvora expulsaba los proyectiles junto con la llama.
Los tubos de lanza de fuego metálicos aparecieron a mediados del siglo XIII y se empezaron a utilizar independientemente de la propia lanza. El cañón independiente de metal era conocido como "eruptor" y se convirtió en el precursor del cañón de mano.

## Historia

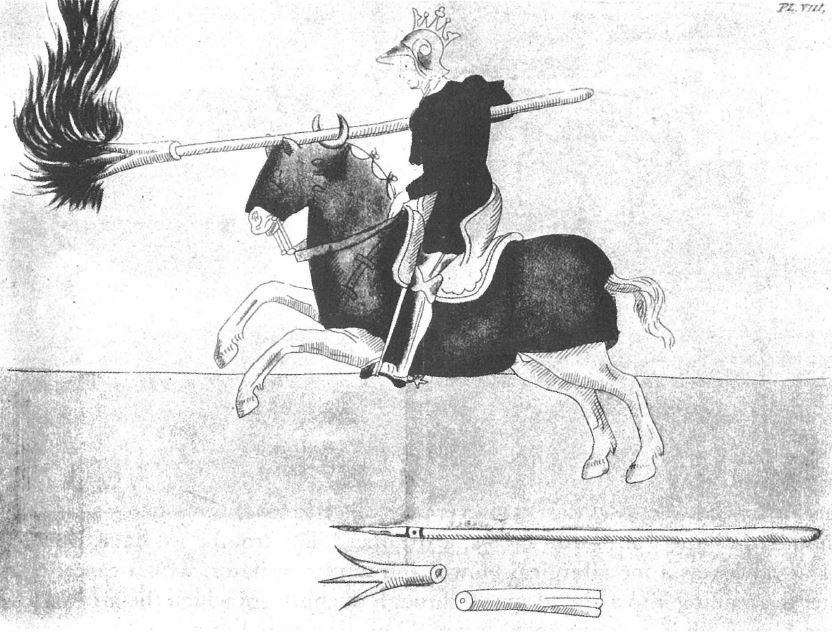
Un caballero empleando una lanza de fuego, hacia 1396.

La primera evidencia de lanzas de fuego en China se remonta al año 950 y estas armas también son mencionadas en el tratado militar Wujing Zongyao de 1044. Sin embargo, el uso de lanzas de fuego en guerra no es mencionado hasta 1132, cuando las guarniciones Song las emplearon durante el asedio de De'an, en la actual Anlu, Hubei, cuando los soldados armados con lanzas de fuego lideraron la vanguardia en una incursión contra la dinastía Jin (1115-1234).
En 1163, se acoplaron lanzas de fuego a los carros de guerra conocidos como "carros a voluntad", empleados para defender los fundíbulos móviles que lanzaban artefactos incendiarios.
A fines de la década de 1100 se añadió metralla al tubo de pólvora, como fragmentos de porcelana y pequeñas esferas de hierro. En algún momento las lanzas de fuego descartaron la punta de lanza y se basaron únicamente en su poder de fuego.
Para 1232, los Jin también empleaban lanzas de fuego, pero con cañones reutilizables mejorados que estaban hechos de papel durable. Según la Historia de Jin, estas lanzas de fuego tenían un alcance de apenas 3 metros:

Para hacer la lanza, usa papel chi-huang, dieciséis capas para el tubo, y házlo un poco más largo que dos pies. Llénalo con carbón de sauce, fragmentos de hierro, extremos de imanes, azufre, arsénico blanco [probablemente un error que debía significar salitre] y otros ingredientes, y añádele una mecha en un extremo. Cada soldado lleva colgada una pequeña olla de hierro para mantener fuego [probablemente brasas], y cuando es tiempo de entrar en batalla, las llamas salen disparadas delante de la lanza a más de diez pies, y cuando se agota la pólvora, el tubo no es destruido.
Historia de Jin

Los soldados mongoles aparentemente despreciaban las otras armas de los Jin, pero le tenían un gran temor a la lanza de fuego. Los soldados Jin también las emplearon en combate abierto y en una ocasión, un contingente de 450 lanceros de fuego desalojó un campamento mongol.
En 1259 se registró que un conglomerado de esferas que obstruyó el cañón fue empleado como proyectil para una lanza de fuego, pasando a ser la primera bala registrada por la historia.
Para 1276, las lanzas de fuego habían reemplazado sus tubos de bambú o papel con cañones metálicos.
La lanza de fuego con cañón metálico empezó a ser empleada independientemente de la lanza alrededor de la mitad y hasta el fin del siglo XIII. Estos protocañones que disparaban proyectiles sueltos, conocidos como "eruptores", fueron los antepasados del cañón de mano.
Para 1280, las entidades políticas del Medio Oriente habían comprado lanzas de fuego.
En 1396, los caballeros europeos emplearon las lanzas de fuego como armas montadas.
El último uso registrado de lanzas de fuego en Europa tuvo lugar durante el asalto a Bristol en 1643.

## Galería

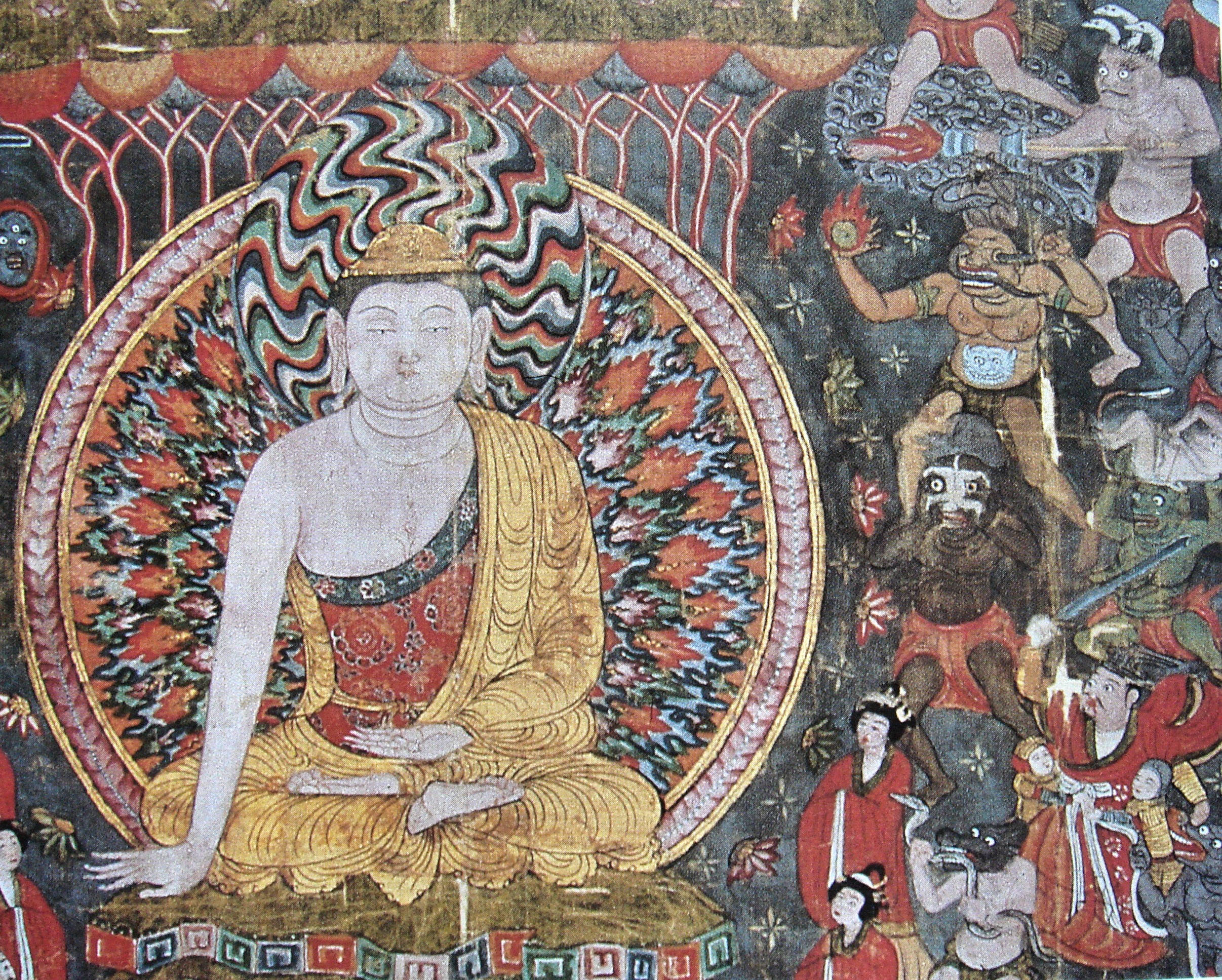
La primera representación conocida de una lanza de fuego (esquina superior derecha), Dunhuang, 950 DC.
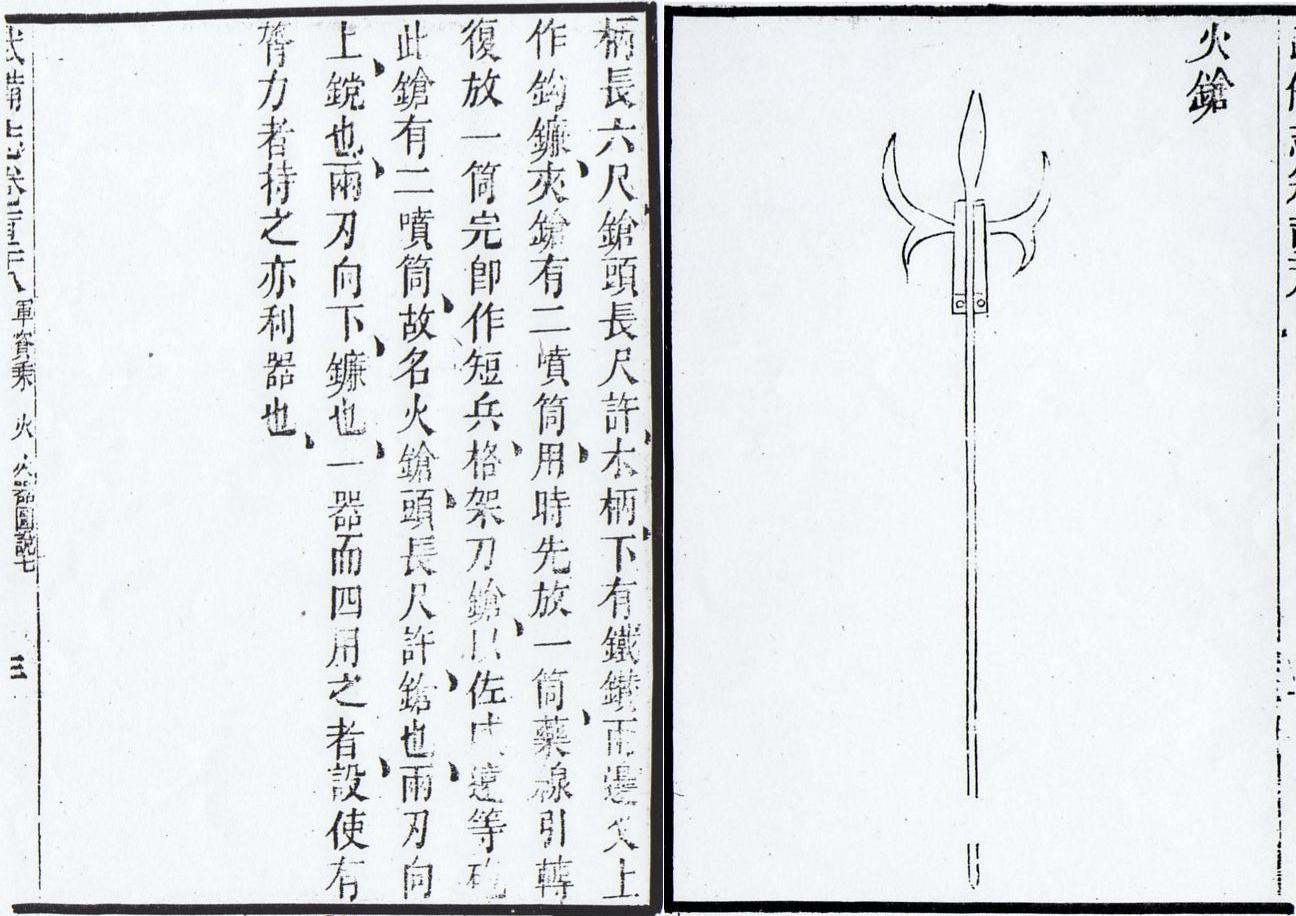
Una lanza de fuego del Wubei Zhi.
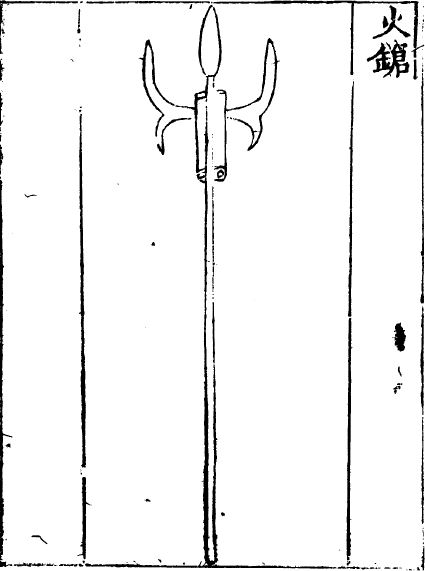
Una lanza de fuego de dos cañones del Huolongjing. Supuestamente, estos se disparaban en sucesión y el segundo se encendía automáticamente después que el primer cañón terminase de disparar.
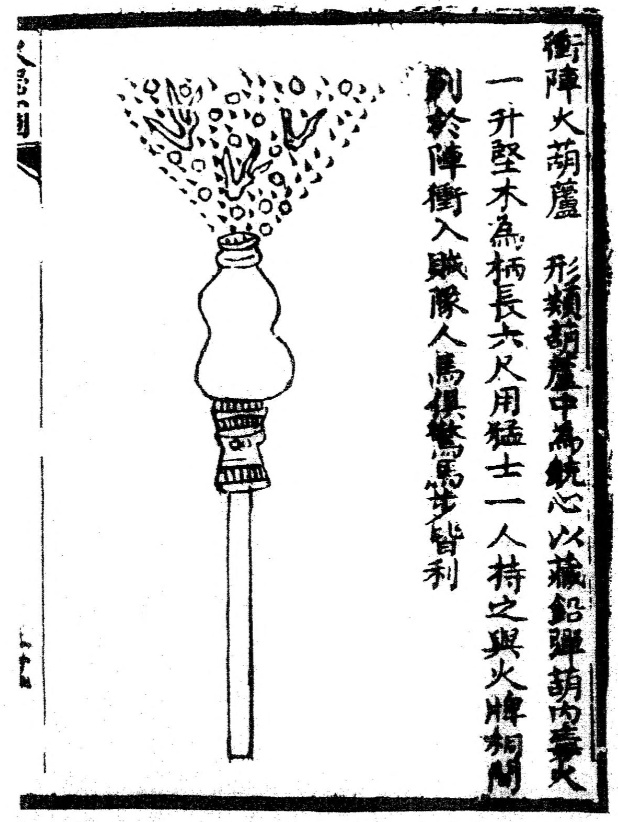
La calabaza de fuego antifalange, uno de muchos tipos de lanza de fuego disparando perdigones de plomo con la detonación de la pólvora, ilustración del Huolongjing.
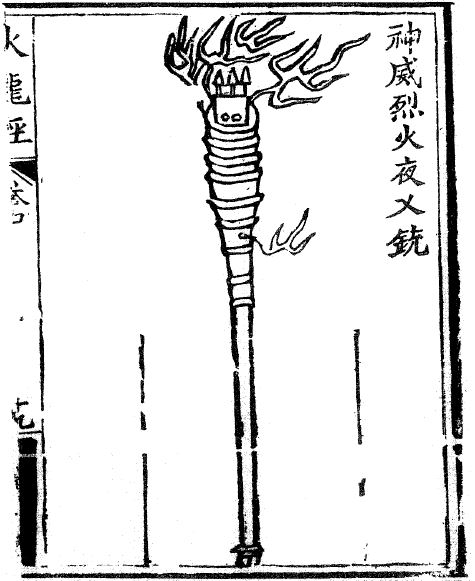
Una atemorizante lanza de fuego feroz de Yakshi como se representa en el Huolongjing.
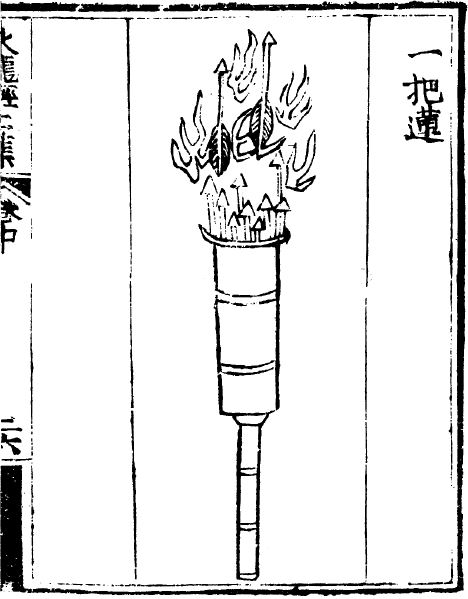
Un ramo de loto tal y como se representa en el Huolongjing. Es un tubo de bambú que dispara dardos junto con llamas.
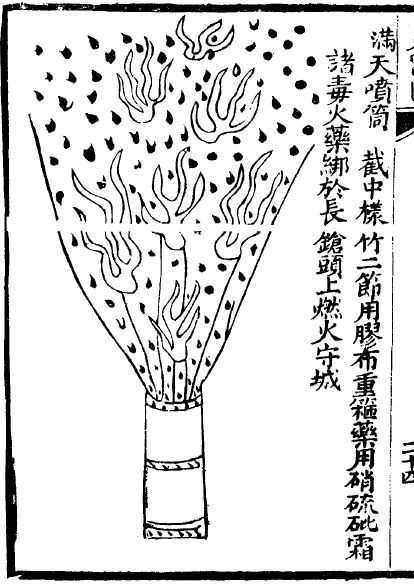
Un tubo escupidor que cubre el cielo como se representa en el Huolongjing. Un tubo de bambú lleno con una mezcla de pólvora y fragmentos de porcelana.
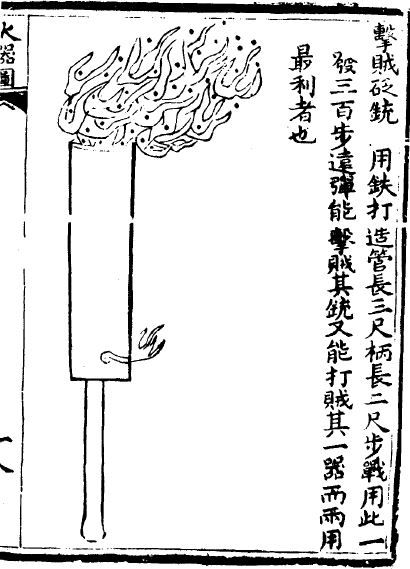
Un arma penetrante antibandido, tal y como se representa en el Huolongjing. La primera lanza de fuego con cañón de metal conocida, lanzaba llamas de pólvora con bajo contenido de nitrato de potasio junto con proyectiles.
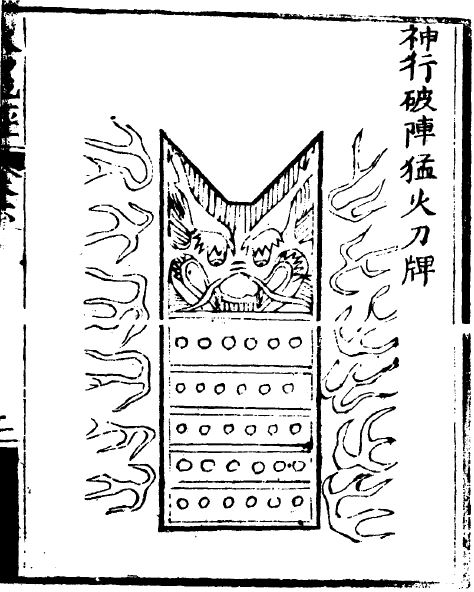
Un divino escudo-espada móvil con fuego feroz rompedor de falange, tal como se representa en el Huolongjing. Un escudo móvil equipado con lanzas de fuego usados para romper formaciones enemigas.
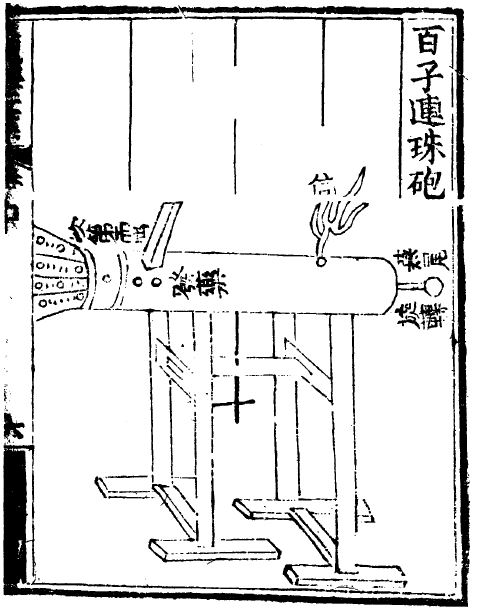
Esencialmente una lanza de fuego montada sobre un armazón, el eruptor con depósito de múltiples balas disparaba esferas de plomo, que se cargaban en un almacén y eran alimentadas en el cañón cuando se giraba sobre su eje.
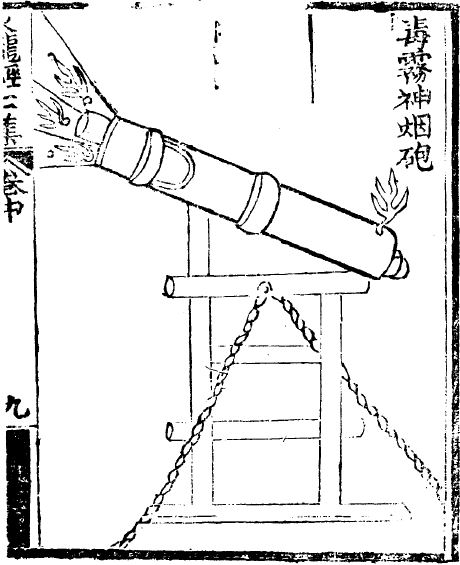
Un eruptor de niebla venenosa y humo mágico como se representa en el Huolongjing. Disparaba pequeños proyectiles que emiten humo venenoso.
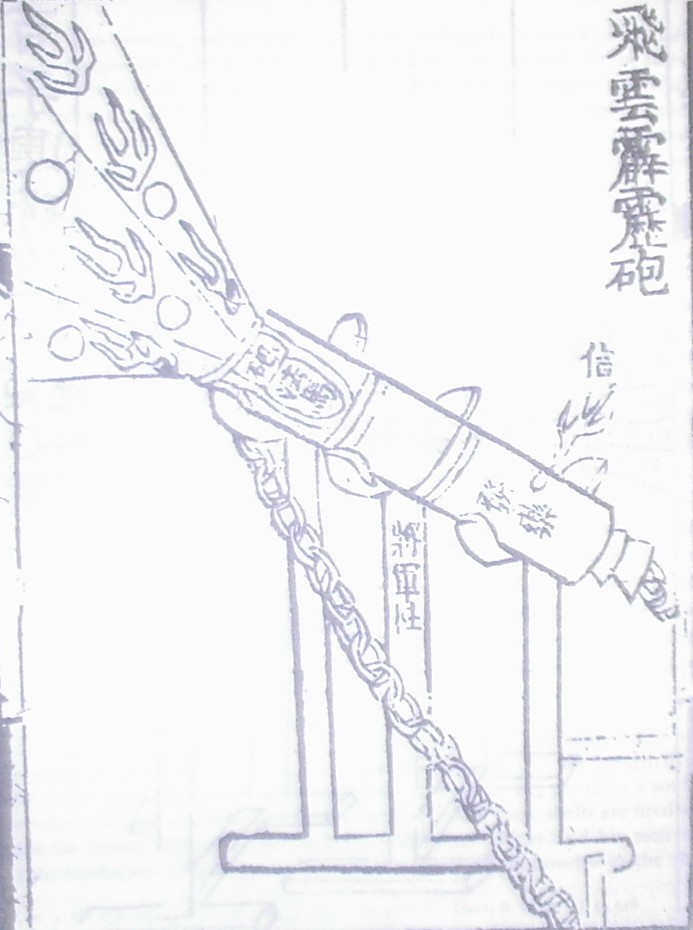
El eruptor de nubes voladoras tronantes del Huolongjing.
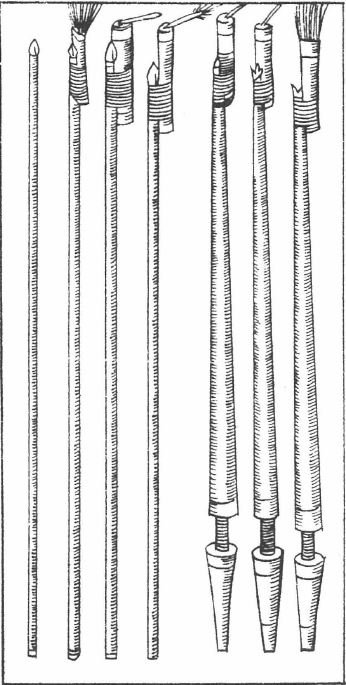
Ilustraciones de lanzas de fuego de De la pyrotechnia, por Vannoccio Biringuccio (hacia 1540).